# Đặng Xuân Viện
Đặng Xuân Viện, tục danh là Bốn Đễ, bút danh Phục Ba, Thiện Đình, Đặng Nguyên Khu, Đặng Viết Nhiêu. Ông sinh năm 1880 tại làng Hành Thiện, mất năm 1958 tại Hà Nội, là con thứ tư của cụ nghè Đặng Xuân Bảng, học rộng nhưng không chuyên về cử nghiệp. Ông đã làm Thừa phái tỉnh Hưng Yên và Hòa Bình, được dăm năm thì xin nghỉ. Ông vốn dòng dõi nho học, chịu ảnh hưởng lớn của dân tộc. Ông có tham gia vào phong trào Đông Kinh Nghĩa Thục, bị thực dân phóng kiến theo dõi và bắt quản thúc ở quê nhà.
Ông là một cây bút trong nhóm "Nam Việt Đồng Thiên Hội", biên soạn bộ Minh Đô sử gồm 100 quyển. Tác phẩm Hành Thiện xã chí của ông gồm 4 tập, tuy viết về một xã (làng) nhưng biên soạn và trình bày rất khoa học, có ích nhiều cho sử học, địa lý học và dân tộc học. Ông chuyên nghiên cứu về văn học và sử học, là người có khí phách và luôn nêu cao tinh thần dân tộc. Khi cụ Đặng Xuân Bảng mất, ông có đôi câu khóc cha nêu rõ chí hướng của mình:
Cực chi trời, cây lặng gió chẳng đừng, công thư kiếm chưa đến, ai rước cha đi vội mấy,
Tưởng đến đất, tre già măng lại mọc, gánh giang sơn còn đó, hội này con biết tính sao.
Ông là thân sinh của cố Tổng Bí thư Đảng Cộng sản Việt Nam Trường Chinh (Đặng Xuân Khu).

## Tác phẩm
- Hành Thiện xã chí: bộ sách chữ Hán gồm 4 tập: Tập I nói về tên làng Hành Thiện xưa nay thay đổi ra sao, nói về địa thế, diện tích, các khu ruộng, các khu thổ cư, đường sá, sông ngòi, số dân làng, chùa đình, miếu, văn từ, trường học, chợ làng, nói về tục lệ làng và danh sách các vị người làng đậu khác khoa thi văn võ từ triều Lê cho đến khoa thi Hương năm 1915. Tập II nói về các chi phái các thế hệ, các họ trong làng. Tập III ghi tiểu sử các cụ người làng Hành Thiện nổi tiếng hiền lương, các cụ hiền phụ. Tập IV nói về thơ văn các cụ người làng, tác giả sưu tập các bài thơ văn hay và bình luận về giá trị các bài thi văn này.
- Hà phòng quản kiến: sách chữ Hán nói về nông nghiệp.
- Vô danh anh hùng: sách chữ Hán nói về các vị anh hùng vô danh.
- Hữu danh anh hùng: sách chữ Hán nói về sự nghiệp các vị anh hùng Việt Nam.
- Nói có sách và Hán văn sơ học tiệp giải: sách chữ Quốc ngữ in năm 1941, giảng dạy về nghĩa các chữ Hán.
- Minh Đô sử: